# Microsoft Schedule Plus

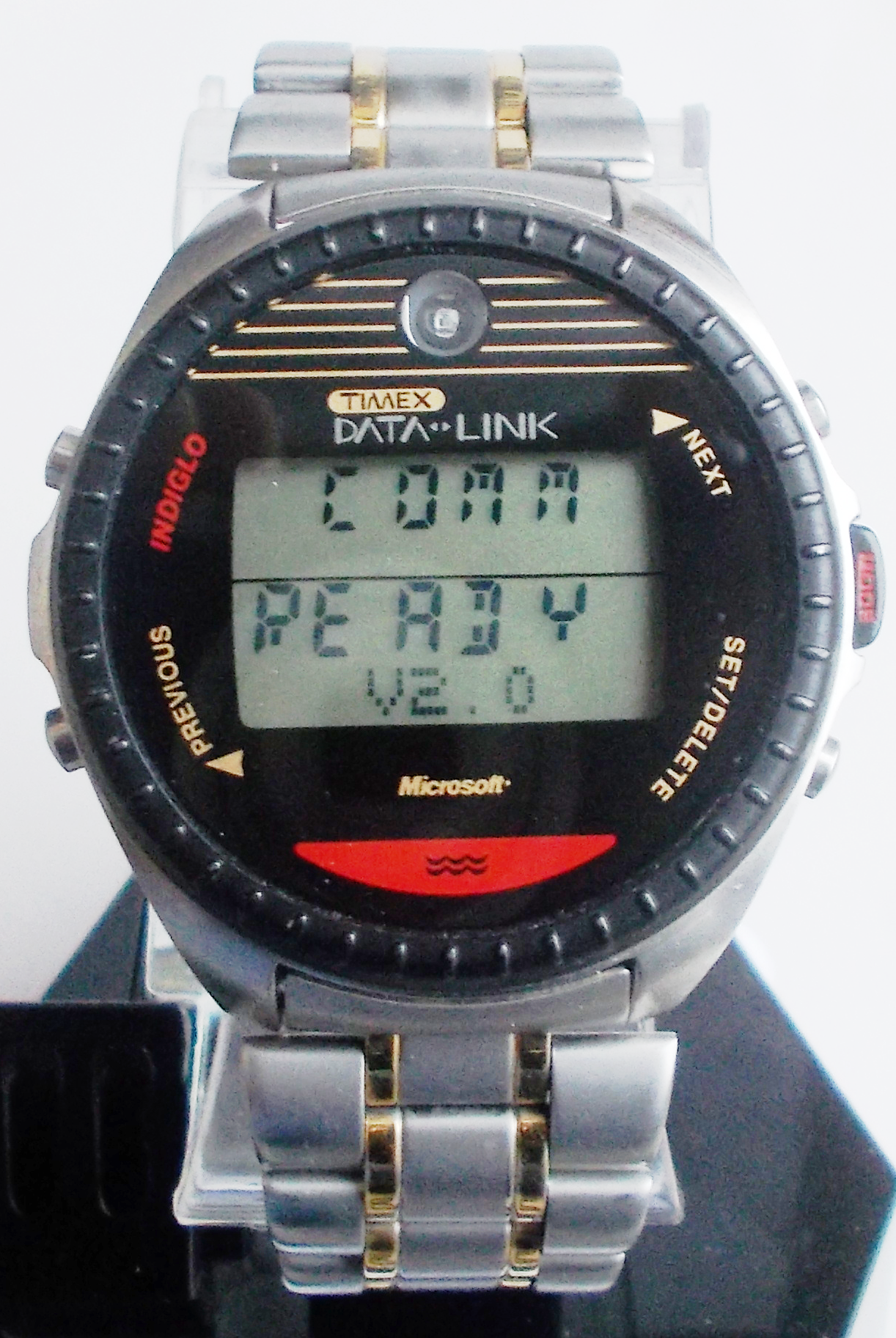
Timex Datalink Modell 150

Schedule+ war ein Programm von Microsoft zum Zeitmanagement. Das Programm war zur gemeinsamen Nutzung mit Microsoft Mail bzw. später Microsoft Exchange Server vorgesehen, um einen Terminkalender für das gesamte Netzwerk bereitzustellen, konnte jedoch auch an einem Einzelplatzrechner benutzt werden.
Die erste Version 1.0 von 1992 wurde als Bestandteil von Windows für Workgroups 3.1 und Windows NT 3.51 veröffentlicht. Spätere Versionen waren als Bestandteil des Exchange Servers (7.0a in Exchange Server 4.0 Service Pack 2) im Lieferumfang enthalten. Auch in den Windows-Versionen von Microsoft Office 95 ist Schedule+ 7.0 bzw. 7.0a enthalten. 1997 wurde das Programm schließlich durch Microsoft Outlook ersetzt, aber bis Office 2003 wurde Schedule+ 7.5 (auch in Exchange Server 5.0 Service Pack 2 enthalten) weiterhin als optionale Beigabe angeboten, in den letzten Versionen aber offenbar undokumentiert.
Ab Version 7.0 ist es mit Schedule+ möglich, Termine, Aufgaben, Telefonnummern, Erinnerungen, Alarmsignale (z. B. Wecker) und Informationen über die aktuelle Zeitzone auf eine Smartwatch aus der Serie Timex Datalink zu übertragen. Diese Serie wurde ab 1994 gefertigt und besitzt auf der Vorderseite einen optischen Sensor. Die Daten werden von Schedule+ drahtlos auf die Uhr übertragen, indem man den Sensor auf den Monitor richtet und die Übertragung bestätigt. Während der Übertragung zeigt der Bildschirm eine schnelle Abfolge von monochromen Mustern an. Hierbei handelt es sich um die codierten Daten, die von der Uhr gefilmt und daraufhin auf deren EEPROM-Speicher abgelegt werden.